# Interkulturalna kompetencija
Interkulturalna kompetencija je sposobnost pojedinca ili skupina djelovati na uspješan i odgovarajući način s osoba iz drugih kultura. Ta sposobnost može biti prisutna u mladoj dobi ili se postići obrazovanjem. Temelj za uspješnu interkulturalnu komunikaciju je emocionalna kompetentnost i interkulturalna osjetljivost.
Interkulturalno kompetentna osoba razumije specifične percepcije, razmišljanja, osjećaje u suradnji s ljudima iz drugih kultura. 
Globalizacija gospodarstva snažnije nego ikada i povijesti sučeljava ljude s drugim kulturama. 

## Analiza kulturne raznolikosti
Prema Karl-Heinz Flechsigu kulturna usmjerenja se mogu razlikovati po sljedećim kategorijama:
- Stavovi o okolišu
- korištenje vremena, odnos prema vremenu
- (ne)prihvaćanje hijerarhije i nejednakosti
- (ne) odvajanje privatnog i javnog prostora
- (ne)izravna komunikacija
- (ne) pokazivanje vlastitih osjećaja
- tjelesni dodir i dodir s očima
- postupanje s pravilima

## Vanjske pveznice
- Interkulturalni pomaci u multikulturalnom društvu  Arhivirana inačica izvorne stranice od 6. prosinca 2012. (Wayback Machine)